# Escanelilla
Escanelilla är en ort i Mexiko.   Den ligger i kommunen Pinal de Amoles och delstaten Querétaro Arteaga, i den centrala delen av landet, 200 km norr om huvudstaden Mexico City. Escanelilla ligger 1 144 meter över havet och antalet invånare är 455.
Terrängen runt Escanelilla är kuperad söderut, men norrut är den bergig. Escanelilla ligger nere i en dal. Runt Escanelilla är det ganska tätbefolkat, med 52 invånare per kvadratkilometer. Närmaste större samhälle är Jalpan, 9,9 km öster om Escanelilla. I omgivningarna runt Escanelilla växer i huvudsak blandskog.